# Roskosz (powiat bialski)
Roskosz (dawniej Rozkosz) – wieś w Polsce położona w województwie lubelskim, w powiecie bialskim, w gminie Biała Podlaska.
Wieś jest sołectwem w gminie Biała Podlaska. Według Narodowego Spisu Powszechnego z roku 2011 wieś liczyła 344 mieszkańców.
Nad rzeczką Klukówką – most nieistniejącej kolejki wąskotorowej, przystosowany do ruchu pieszego i rowerowego. Istniejące zaplecze hotelowo-gastronomiczne oraz rozległy park powodują, że Roskosz staje się miejscem wypoczynku weekendowego dla mieszkańców położonej opodal Białej Podlaskiej.
Wierni Kościoła rzymskokatolickiego należą do parafii Zwiastowania Najświętszej Maryi Panny w Hrudzie.

## Historia
Folwark istniał tu od XVI wieku. Wieś od 1573 roku wchodziła skład dóbr bielskich Radziwiłłów i położona była do końca XVIII wieku w hrabstwie bialskim w powiecie brzeskolitewskim województwa brzeskolitewskiego. W latach 1975–1998 miejscowość administracyjnie należała do województwa bialskopodlaskiego.

## Dwór w Roskoszy
We wsi znajduje się klasycystyczny dwór z około 1840 roku zaprojektowany przez Franciszka Jaszczołda. Wokół dworu rozciąga się park w stylu angielskim, w którym to znajduje się także dawna stajnia w stylu klasycystyczno-neoromańskim. 
Teodor Michałowski około 1818 roku zbudował tu drewniany dworek, a około 1840 roku dwór murowany oraz stajnię cugową. W 1842 r. majątek przeszedł do Łubieńskich, a w latach 70. XIX w. do Mielżyńskich. W 2. połowie XIX w. dwór został przebudowany wg proj. Władysława Marconiego. Córka Mielżyńskich wniosła dwór Aleksandrowi Karskiemu i w rękach Karskich majątek pozostał do czasu II wojny światowej. Dwór został zniszczony w 1915 r. i odbudowany po 1920 roku (wówczas przypuszczalnie znad środkowej części korpusu usunięta została kwadratowa wieża z krenelażem). W latach 80. i 90. XIX w. na terenie folwarku wzniesiono gorzelnię i szereg budynków gospodarczych. Po 1944 r. zespół dworski i folwarczny użytkowany był przez PGR. 

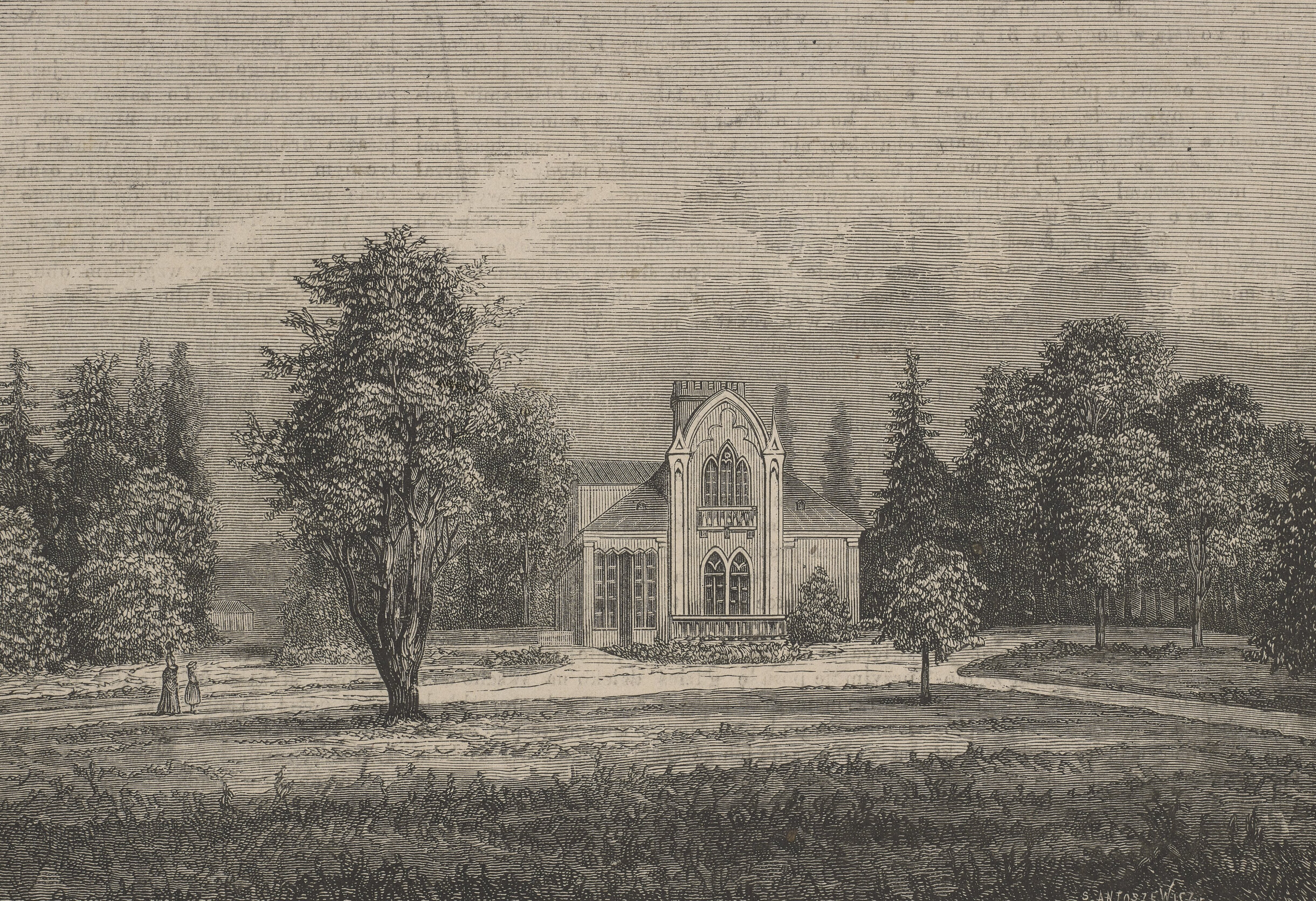
Dwór hr. Mielżynskich  w 1876 - elewacja wschodnia
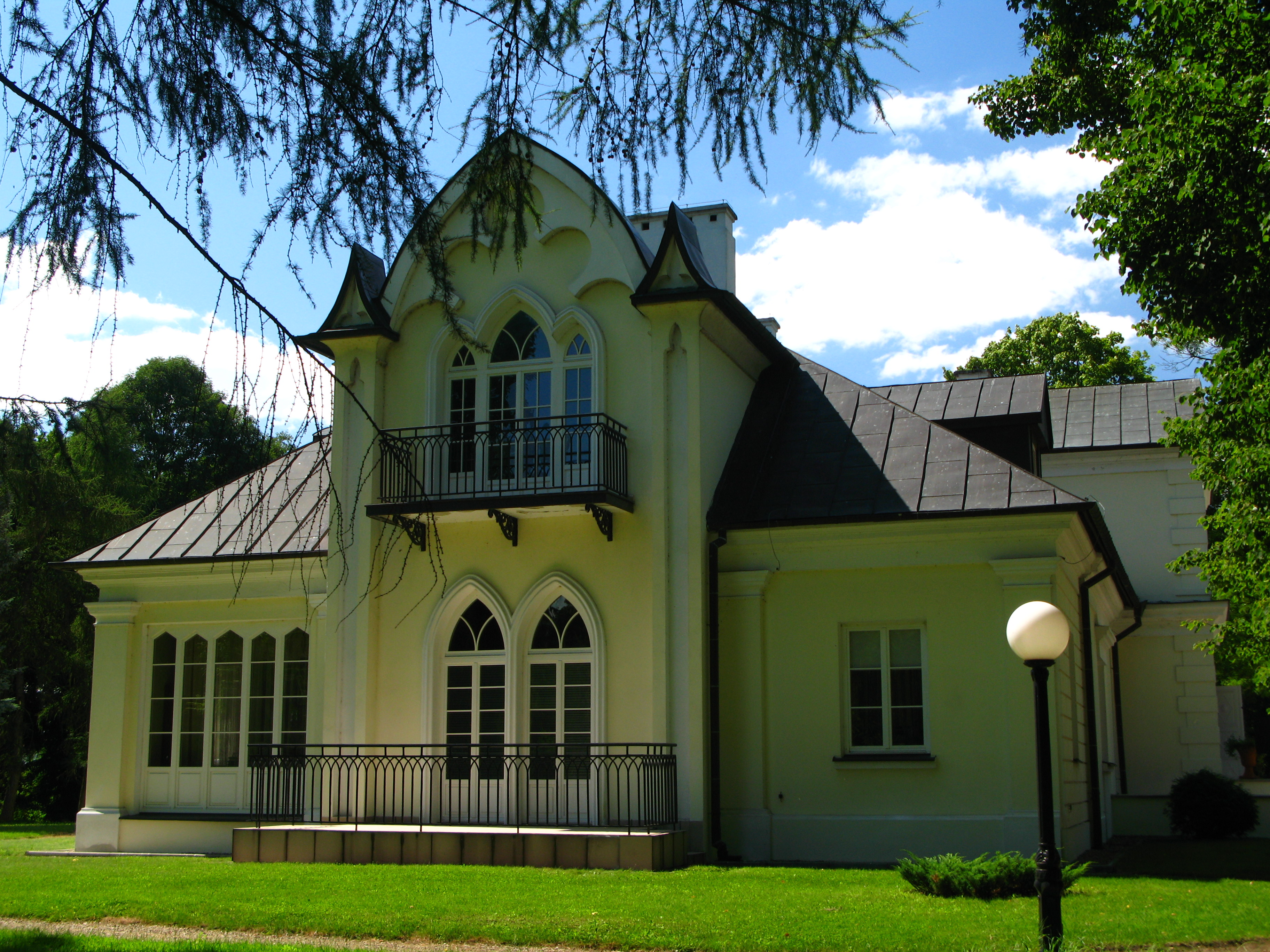
Dwór w Roskoszy - elewacja wschodnia
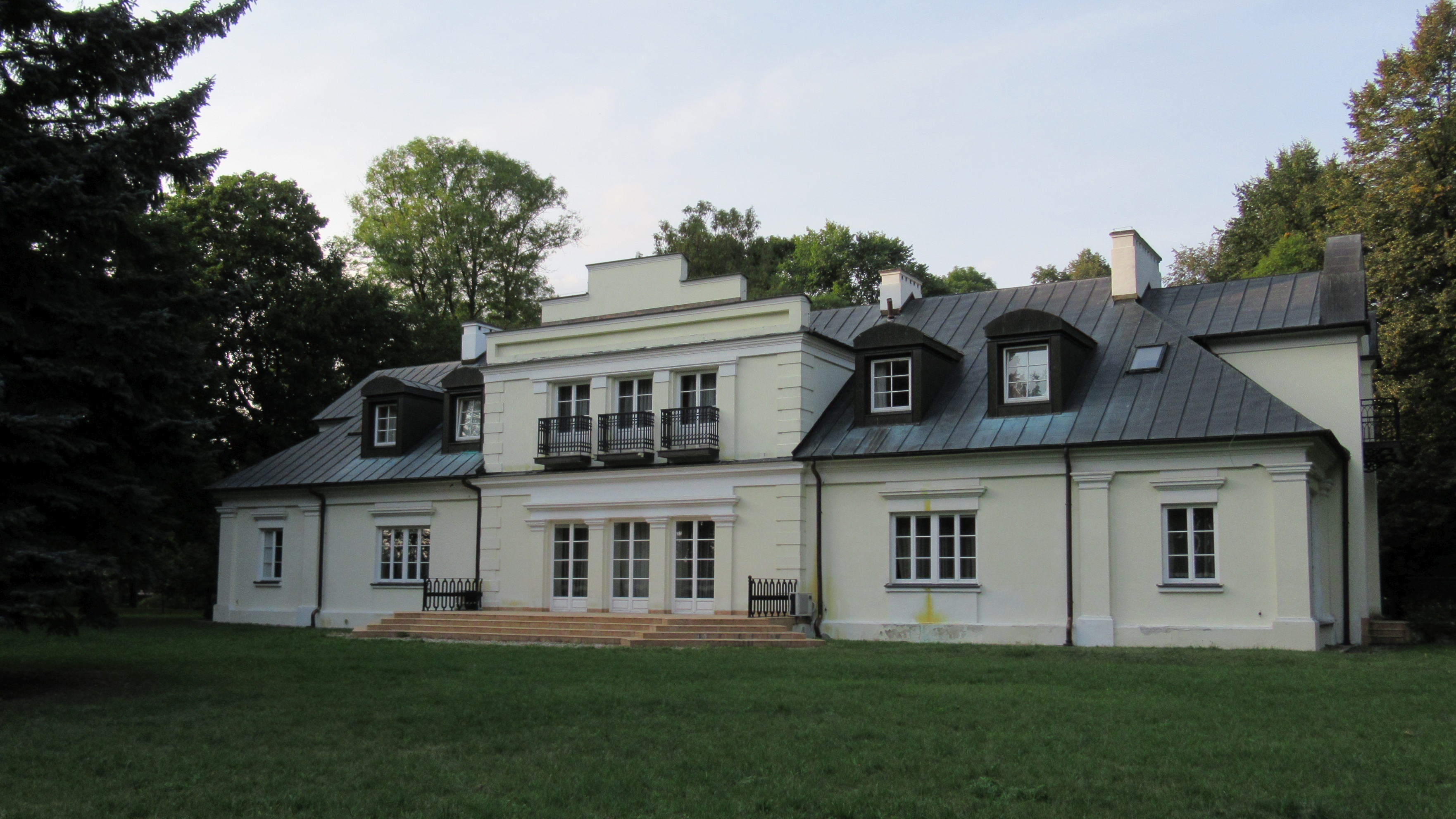
Dwór w Roskoszy - elewacja północna
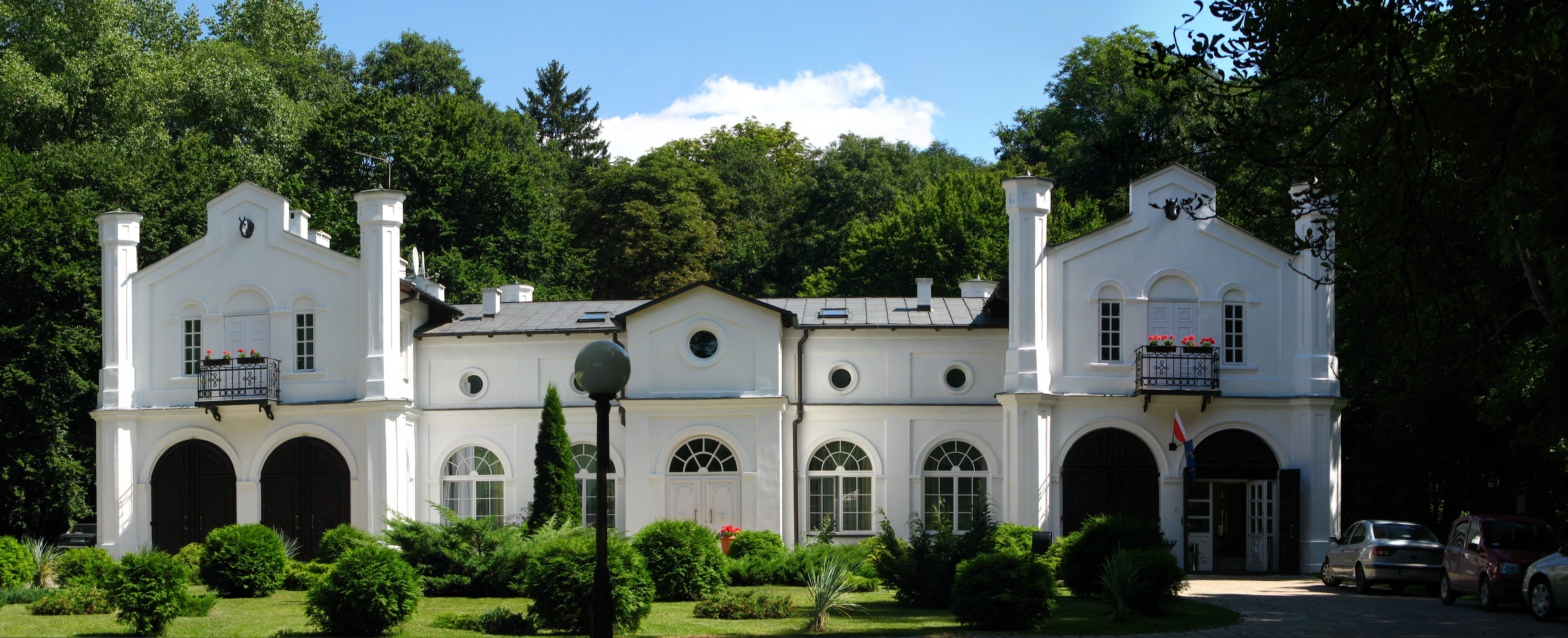
Dawna stajnia cugowa